# Petrorhagia glumacea
Petrorhagia glumacea är en nejlikväxtart som först beskrevs av Jean-Baptiste Bory de Saint-Vincent och Chaub., och fick sitt nu gällande namn av Peter William Ball och Heywood. Petrorhagia glumacea ingår i släktet klippnejlikor, och familjen nejlikväxter. Inga underarter finns listade i Catalogue of Life.